# تاتامي (حصيرة)
```
التاتامي
 
(
畳
؟
)

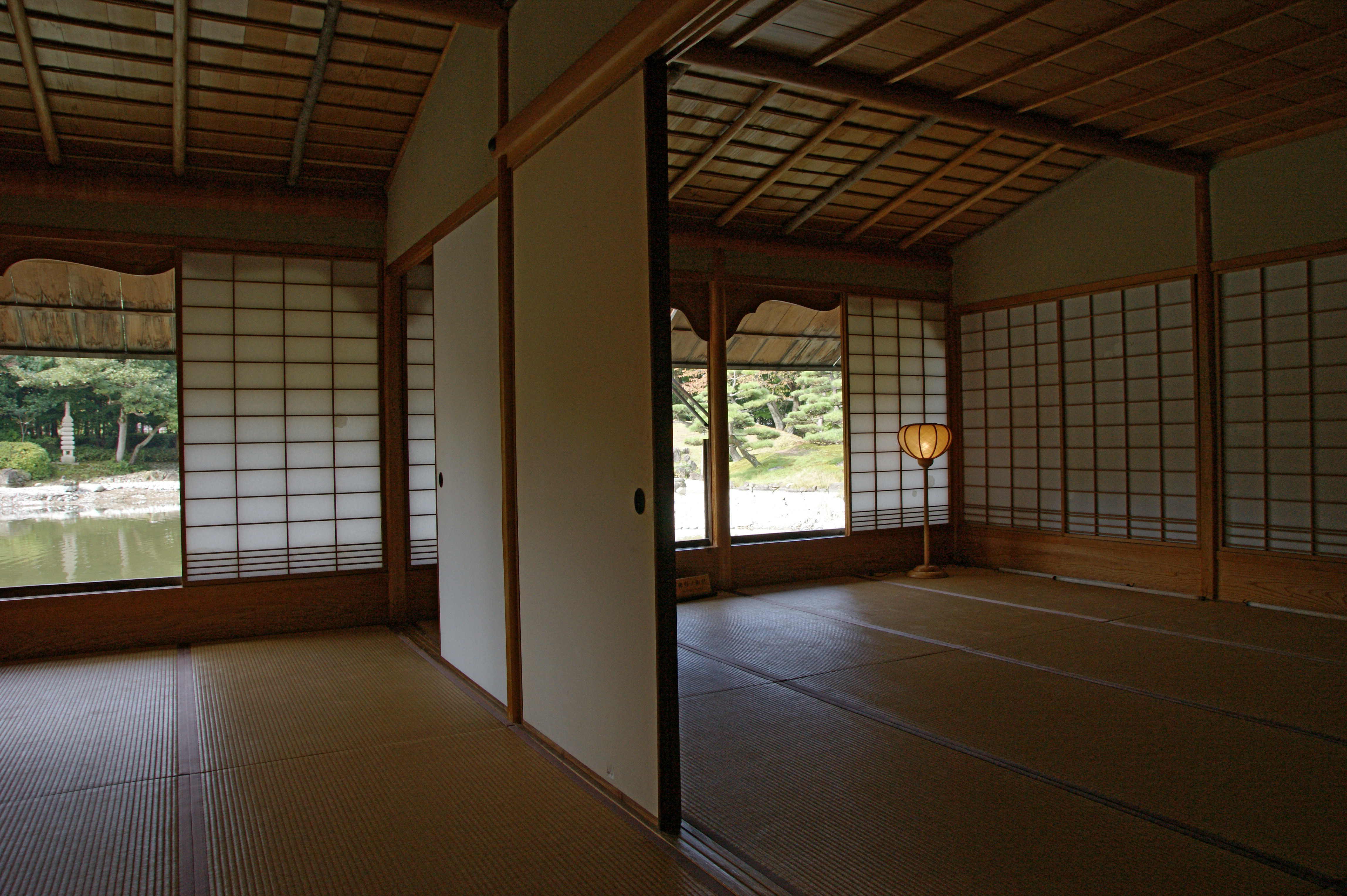
غرفة بأرضية من حصير التاتامي وأبواب ورقية (الشوجي)

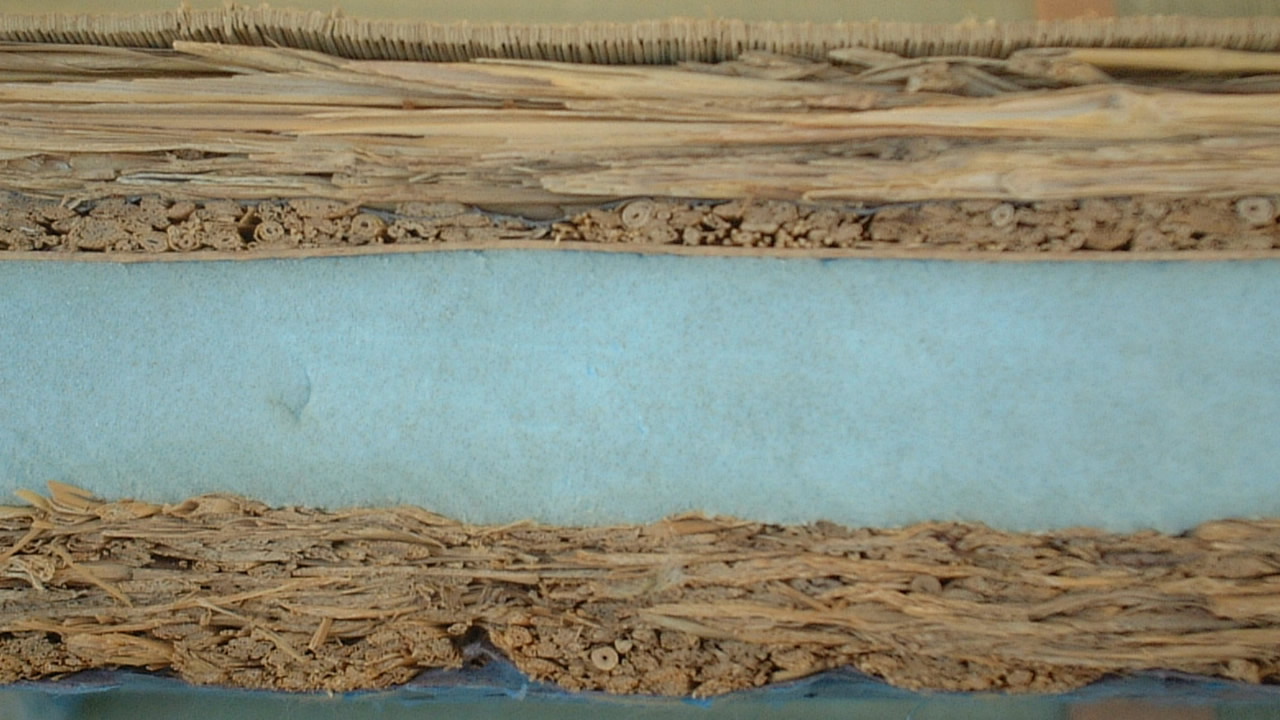
مقطع عرضي من حصير تاتامي عصري ذو وسط رغوي.

 هو نوع من الحصير يستخدم لتفريش الأرضيات في الغرف التقليدية على الطراز 
الياباني
. يُصنع التاتامي بأحجام قياسية، يكون الطول ضعف العرض، حوالي 0.9م في 1.8م حسب المنطقة. وفي فنون الدفاع عن النفس، حصير التاتامي هو الأرضية للتدريب في 
الدوجو
 الياباني والمنافسات.
[
1
]
```

ويغطي التاتامي قش الأسل المفترش (藺草 igusa) المنسوج. أما اللب فيكون من قش الأرز، ولكن في بعض الأحيان يكون للحصيرة المعاصرة ألواح مضغوطة من رقائق الخشب أو وسط مملوء برغوة البوليسترين.

## التاريخ

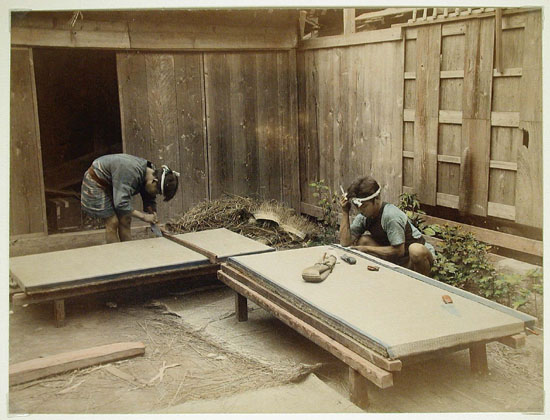
رجال يصنعون حصير التاتامي ، أواخر القرن التاسع عشر.

يُستمد المصطلح «تاتامي» من الفعلتاتامو (畳む)، والذي يعني الطي أو التكديس. وهذا يشير إلى أن الحصير القديم كان نحيفًا ويمكن طيه عند عدم استخدامه أو تكديسه في طبقات.
كانت حصائر التاتامي أصلاً من السلع الفاخرة للنبلاء. أما الطبقات الدنيا فكانت لها أرضيات مغطاة بالحصير. خلال فترة هيان، عندما تم الانتهاء من أسلوب شندن - زوكوري المعماري للمساكن الأرستقراطية، كانت أرضيات الشندن - زوكوري الفخمة ذات طبيعة خشبية، ولم يستخدم حصير التاتامي للجلوس إلا لأعلى الأرستقراطيين.
في فترة كاماكورا، نشأ النمط المعماري شوين-زوكوري للساموراي والكهنة الذين حصلوا على السلطة. بلغ هذا النمط المعماري ذروته في التطور في فترة موروماتشي، انتشرت خلالها حصيرة التاتامي تدريجياً في جميع أنحاء الغرف، بداية بالغرف الصغيرة. أصبحت الغرف المفروشة كاملا بالتاتامي تسمى زاشيكي (座敷) وتحدد القواعد المتعلقة بالجلوس وآداب السلوك ترتيب التاتامي في الغرف.
يقال أنه قبل منتصف القرن السادس عشر، كانت طبقة النبلاء الحاكمة والساموراي ينامون على حصير التاتامي أو الحُصُر المنسوجة التي تسمىغوزا (茣蓙)، في حين أن عامة الناس يستخدمون حصير القش أو القش اللين للفراش. أصبح التاتامي شائعًا بشكل تدريجي ووصل إلى منازل عامة الناس في نهاية القرن السابع عشر.
تحتوي المنازل التي تم بناؤها في اليابان اليوم على عدد قليل جدًا من الغرف ذات الأرضية التاتاميَّة، إن وجدت. فوجود واحد فقط ليس مألوفا. يشار إلى الغرف التي تتميز بأرضيات من حصيرالتاتامي وغيرها من الميزات المعمارية التقليدية مثلنيهونما أوواشيتسو، أي «غرف على الطراز الياباني».

## الحجم
يختلف حجم حصير التاتامي التقليدي حسب المناطق في اليابان:
- كيوتو: 0.955 م في 1.91 م، ويدعى حصير كيوما (京間 Kyōma؟)
- ناغويا: 0.91 م في 1.82 م، ويدعى آينوما (合の間؟، "متوسط" الحجم).
- طوكيو: 0.88 م في 1.76 م، يدعى حصير إدوما (江戸間 Edoma؟) أو كانتوما (関東間 Kantōma؟).